# Aura (album Kool Savas)
Aura è il terzo album da solista del rapper tedesco Kool Savas. L´album è uscito l´ 11 novembre del 2011 attraverso la Label indipendente Essah Entertainment in due versioni: (Standard e Limited-Deluxe) e venne distribuito dalla Groove Attack. Aura apparve come un CD e vinile.

## Contenuto
L´album contiene due featuring, il rapper Olli Banjo e il cantante soul Xavier Naidoo.
In alcune tracce sono stati aggiunti alcuni Keyboardsounds (suoni di tastiera), chiamati "Additional Keys".

## Produzione
Su Aura hanno contribuito molti produttori: Kool Savas, Sir Jai, Melbeatz, Jerrycanists, Baltar, Den Hätrz, Sinch, Ken Kenay e 7inch.

## Successo e singoli
Il disco ha avuto una buonissima posizione nella Media Control Charts ovvero 1º posto che segnala per Kool Savas la prima volta il salto al vertice della classifica nella sua intera carriera musicale. Anche in Svizzera ha raggiunto Savas con Aura il primato nella Swiss Music Charts. Mentre in Austria il disco si posizionó sesto nella Ö3 Austria Top 40.
Il singoli estratti dal disco sono Aura (GER #14) e Und dann kam Essah che in Germania non si classificò sopra i Top 100.

## Tracce
| #  | Titolo                              | Featuring     | Produttore                      | Durata |
| -- | ----------------------------------- | ------------- | ------------------------------- | ------ |
| 1  | Interlude                           |               | Kool Savas, DJ Smoove & Sir Jai | 0:58   |
| 2  | Intro / der letzte meiner Gattung   |               | DJ Smoove                       | 1:47   |
| 3  | Und dann kam Essah                  |               | Melbeatz                        | 3:39   |
| 4  | Aura                                |               | Sir Jai                         | 2:48   |
| 5  | Nie mehr gehn                       |               | DJ Smoove                       | 4:07   |
| 6  | Nichts bleibt mehr                  |               | Baltar                          | 3:59   |
| 7  | Optimale Nutzung unserer Ressourcen |               | DJ Smoove                       | 3:38   |
| 8  | Die Stimme                          |               | DJ Smoove                       | 2:48   |
| 9  | Stampf                              |               | Den Hätrz                       | 2:27   |
| 10 | King of Rap / Ein Wunder            |               | Sinch & Ken Kenay               | 2:36   |
| 11 | Echo                                | Olli Banjo    | DJ Smoove                       | 3:11   |
| 12 | LMS 2012                            | Xavier Naidoo | 7inch                           | 3:01   |